# Вольная душа
«Вольная душа» (англ. A Free Soul) — американская криминальная мелодрама режиссёра Кларенса Брауна 1931 года.

## Сюжет
Стивен Эш, известный адвокат по уголовным делам, проживает в Сан-Франциско и обожает свою дочь Джейн. Однажды Стивен, вольнодумец и откровенный пьяница, который пьёт слишком много и ненавидит каждого члена своей напыщенной семьи, блестяще выигрывает процесс, защищая перед судом присяжных от обвинения в убийстве явного гангстера Эйса Вилфонга.
Вечером изрядно подвыпивший Эш приводит в дом родственников на день рождения матери. Вся семья в шоке по двум причинам: от вида Стивена и от присутствия Эйса. Джейн в знак протеста уходит с Эйсом из дома, когда члены семьи высокомерно просят его покинуть дом, хотя на семейном празднике присутствует её жених Дуайт Уинтроп. Между Эйсом и Джейн вспыхивает бурный роман и Эйс просит руки у её отца, от которого получает неприятный ответ, что они «разного поля ягоды».
Вечером отец и дочь заключают соглашение попробовать отказаться от своих пагубных увлечений и на три месяца оставляют цивилизацию. Но стоит только Стивену попасть в город, он смертельно напивается и пропадает. А Джейн, выставленная за дверь семьёй, встречается с Эйсом, который пытается её силой принудить к браку. Но девушка обладает силой духа и хочет противостоять гангстеру…

## В ролях
- Норма Ширер — Джейн Эш
- Лесли Говард — Дуайт Уинтроп
- Лайонел Бэрримор — Стивен Эш
- Кларк Гейбл — Эйс Уилфонг
- Джеймс Глисон — Эдди
- Люси Бомонт — бабушка Эш
- Фрэнсис Форд — пьяница (в титрах не указан)